# آختوبف

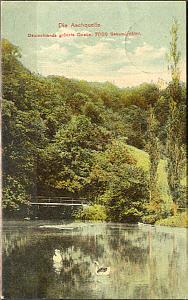
بطاقة بريدية تاريخية لآختوبف، 1910

 هو أكبر ينابيع كارست في ألمانيا، جنوب الطرف الغربي من جبال الألب السوابية بالقرب من بلدة آخ. تنتج ما معدله 8.500 لتر في الثانية. تنبع معظم المياه من نهر الدانوب حيث تختفي تحت الأرض عند نهر الدانوب، على بعد 12 كيلومترًا (7.5 ميل) شمالًا بالقرب من إميندينجن وحوالي 14 كيلومترًا (8.7 ميل) شمالًا بالقرب من فريديجن. تم استكشاف نظام الكهوف منذ الستينيات، ولكن اعتبارًا من عام 2020، تم اكتشاف جزء صغير فقط بسبب انسداد كبير بعد بضع مئات من الأمتار.

## وصلات خارجية
- Aachtopf showcaves.com.
- Harald Schetter. Aachtopf 1978-2003 (slide show). 15 min
- Harald Schetter (1 Feb 2017). Neujahrstauchgang am 1.1.2017 Aachtopf [New Year´s Dive Aachtopf 2017] (video) (بالألمانية). 6 min
- [Doku] Die schwarze Donau - Ein Fluss verschwindet [HD] [The Black Danube- a river disappears] (video) (بالألمانية). arte/ZDF. 2009.